# Hyoscyamus desertorum
Hyoscyamus desertorum är en potatisväxtart som först beskrevs av Aschers. och Pierre Edmond Boissier, och fick sitt nu gällande namn av V. Täckh. Hyoscyamus desertorum ingår i släktet bolmörter, och familjen potatisväxter. Inga underarter finns listade i Catalogue of Life.